# Raffay Endre
Raffay Endre (Zenta, 1972. június 4.–) magyar művészettörténész, a középkori magyar művészet és a szecesszió kutatója.

## Életpályája
Az ELTE-n végzett művészettörténet szakon (1997), doktori disszertációját az az 1200 körüli magyarországi művészet fejezetfaragványairól írta, amit 2004-ben védett meg. Fő kutatási területe a 12–13. századi román és korai gótikus építészet és kőfaragás, különös tekintettel Esztergomra és az esztergomi kapcsolatú emlékekre. Ezek itáliai kapcsolatait Eötvös ösztöndíjasként a firenzei European University Institute vendégkutatójaként vizsgálta. Kutatja a műemlékvédelem történetét és gyakorlatát, a Marczibányi család művészeti reprezentációját, valamint a szecessziós századforduló építészeti ikonográfiáját. Szépirodalmi tevékenységéről két, az újvidéki Forumnál megjelent meseregény tanúskodik: A sárkány bögréje (2016) és a Dráma a Zeneakadémián (2023).
Jelentős monográfiái közé tartozik Az aracsi templomrom (2005), amelyben a templomrom építészetétének és faragványainak értékelése mellett a kor művészeti összefüggéseinek felvázolására vállalkozik. Az Esztergom, Vértesszentkereszt (2006) című kötet az esztergomi középkori székesegyház és királyi palota faragványainak kompozíciós összefüggéseit tárgyalja, valamint a vértesi templom építéstörténetére és stílusrétegeinek meghatározására vállalkozik. Ugyancsak építéstörténeti rekonstrukció és stílusréteg-vizsgálatok képzik a A Kalocsai második székesegyház és faragványai (2010) című könyv alapját is. Az Esztergomi és pécsi márványkapuk (2013) könyv tanulmányai az esztergomi Porta speciósával és a pécsi székesegyház kapuit tárgyalja. Tanulmánykötetekben megjelent írásai is nagyrészt III. Béla kora esztergomi művészetének stíluskérdéseit, valamint a modenai művészettel való összefüggéseit elemzi. Az Apollón szentélye (2007) viszont a budapesti Zeneakadémia épületét mint összművészeti alkotást értelmezi és az ikonográfiai programjának feltárására vállalkozik.
Habilitált egyetemi docens a Pécsi Tudományegyetemen, ahol a Művészeti Kar Művészettörténet Tanszékének tanszékvezetője, korábban a Képzőművészeti Intézet igazgatója. Oktatási, tudomány- és intézményszervezői, valamint tudományos munkája az egyetemen kívül is meghatározó. A 2001-2002-es tanévet a Cambridge-i St. Edmund’s College-ban töltötte. Vendégtanárként tevékenykedett több egyetemen Kolozsvártól Velencéig. 2007 óta tart mesterkurzusokat a budapesti Liszt Ferenc Zeneművészeti Egyetem Doktori Iskolájában. Itt és az Eötvös Loránd Tudományegyetemen doktori témahirdető.  Számos könyv és tanulmány szerzője, nemzetközi konferenciák szereplője és szervezője, tanulmánykötetetek szerkesztője és kurátor. A belgrádi Saopštenja szakfolyóirat szerkesztőségi tagja és a vajdasági Magyar Nemzeti Tanács által koordinált nemzetközi Aracs-kutatás műemlékvédelmi és művészettörténeti szakértője. Tagja a Magyar Tudományos Akadémia köztestületének.
Alapítója és a gróf Károlyi József Alapítvánnyal, valamint Tüskés Annával szervezője a fehérvárcsurgói évenkénti nemzetközi műemlékvédelmi konferenciának (Európai műemlékvédelmi tendenciák, különös tekintettel a Kárpát-medencére). A műemlékvédelmhez és Horler Miklós hagyatéka ápolásához kötődő tevékenységét 2023-ban Horler Miklós-emlékéremmel tüntették ki. Kurátori és képzőművészeti munkásságát elsősorban az általa alapított és a zentai székhelyű Vajdasági Magyar Művelődési Intézettel közösen szervezett Művészet és műemlékvédelem művésztelep keretein belül fejt ki, amelyen a pécsi és az újvidéki képzőművész hallgatók mellett neves kortárs művészek is részt vesznek. A művésztelepet 2022-ben, az alapítás tizedik évfordulóján a Nagyapáti Kukac Péter díjjal tüntették ki. Kezdeményezője a Kreatív partnerség programjának pécsi elindításának, amelyet 2023-ban a HundrEd-díjjal elismerve a világ száz leginnovatívabb oktatási programja közé választottak be, és ugyancsak kezdeményezője a szerbiai MűHely-Ház Egyesület megalapításának, amelynek műemlékvédelmi és kurátori programjain dolgozik.

## Főbb publikációi
- Az aracsi templomrom: Tanulmányok az 1200 körüli évtizedek magyarországi művészetéről I. Újvidék, Forum Könyvkiadó, 2005.
- Esztergom, Vértesszentkereszt: Tanulmányok az 1200 körüli évtizedek magyarországi művészetéről II. Újvidék, Forum Könyvkiadó, 2006.
- Apollón szentélye: A budapesti Zeneakadémia százéves épülete, Pozsony, Kalligram, 2007.
- A kalocsai második székesegyház és faragványai: Tanulmányok az 1200 körüli évtizedek magyarországi művészetéről III. Újvidék, Forum, 2010.
- Esztergomi és pécsi márványkapuk, Újvidék, Forum Könyvkiadó, 2015.
- A sárkány bögréje, meseregény, Vidákovich Sámuel illusztrációival, Újvidék, Forum, 2016.
- Dráma a Zeneakadémián, meseregény, Soltis Miklós illusztrációival, Újvidék, 2023.